# American Sports Story
American Sports Story es una serie de televisión de antología y deportes estadounidense desarrollada por Stu Zicherman, que también es productor ejecutivo junto a Ryan Murphy, Brad Falchuk, Nina Jacobson, Brad Simpson, Alexis Martin Woodall, Eric Kovtun, Hernán López, Marshall Lewy, Linda Pizutti Henry e Ira Napoliello. La serie es la cuarta entrega de la franquicia mediática American Story, y se emitió en FX.
La primera temporada, titulada American Sports Story: Aaron Hernandez, se centra en el ascenso y caída del exjugador de la NFL Aaron Hernandez, y se estrenó el 17 de septiembre de 2024.

## Elenco y personajes

### Principales
- Josh Andrés Rivera como Aaron Hernandez[2][3]
- Jaylen Barron como Shayanna Jenkins[4]
- Lindsay Mendez como Tanya Singleton[2][3]
- Ean Castellanos como DJ Hernandez[1]
- Tammy Blanchard como Terri Hernandez[5]

### Recurrentes
- Patrick Schwarzenegger como Tim Tebow[2][3]
- Tony Yazbeck como Urban Meyer[6]
- Jake Cannavale como Chris[7]
- Catfish Jean como Ernest "Bo" Wallace[8]
- Thomas Sadoski como Brian Murphy[1]
- Norbert Leo Butz como Bill Belichick[1]
- Kwadarrius Smith como Gameday Deion Branch[1]
- Casey Sullivan como Sam Bradford[1]

## Episodios
| N.º | Título                                 | Dirigido por      | Escrito por                            | Fecha de emisión original | Código de prod. | Audiencia (millones) |
| --- | -------------------------------------- | ----------------- | -------------------------------------- | ------------------------- | --------------- | -------------------- |
| 1   | «If It's To Be»                        | Carl Franklin     | Stuart Zicherman                       | 17 de septiembre de 2024  | 1STH01          | 0.273                |
| 2   | «Consequences, with Extreme Prejudice» | Carl Franklin     | Ryan Farley                            | 17 de septiembre de 2024  | 1SHT02          | 0.273                |
| 3   | «Pray the Gay Away»                    | Paris Barclay     | Chelsey Lora                           | 24 de septiembre de 2024  | 1SHT03          | 0.207                |
| 4   | «Birthday Money»                       | Paris Barclay     | Ryan Farley y Chelsey Lora             | 1 de octubre de 2024      | 1SHT04          | 0.140                |
| 5   | «The Man»                              | Maggie Kiley      | Domonique Foxworth y Liz Tuccillo      | 8 de octubre de 2024      | 1SHT05          | 0.184                |
| 6   | «Herald Street»                        | Maggie Kiley      | Matthew Hodgson                        | 15 de octubre de 2024     | 1SHT06          | 0.158                |
| 7   | «Dirty Pain»                           | Steven Canals     | Lee Edward Colston II                  | 22 de octubre de 2024     | 1STH07          | 0.190                |
| 8   | «Odin»                                 | Steven Canals     | Hadi Nicholas Deeb                     | 29 de octubre de 2024     | 1STH08          | 0.153                |
| 9   | «What's Left Behind»                   | Jennifer Lynch    | Hadi Nicholas Deeb & Stacey McCormack  | 5 de noviembre de 2024    | —               | —                    |
| 10  | «Who Killed Aaron Hernandez?»          | Michael Uppendahl | Stuart Zicherman & Tracey Scott Wilson | 12 de noviembre de 2024   | —               | —                    |

## Producción

### Desarrollo
El 13 de agosto de 2021, FX ordenó la producción de una nueva serie limitada titulada American Sports Story. La serie se basa en el podcast Gladiator: Aaron Hernandez and Football Inc. de The Boston Globe y Wondery, se centra en el ascenso y caída del exjugador de la NFL Aaron Hernandez. En concreto, la serie explora las dispares vertientes de la identidad de Hernandez, su familia, su carrera, su suicidio y su legado en el deporte y la cultura estadounidense,

### Casting
En enero de 2023, John Landgraf declaró que la serie «se dirigía hacia la producción», ya que había un «conjunto bastante completo de guiones» de Stu Zicherman, aunque no se fijó fecha de estreno. En noviembre de 2023, se anunció que Josh Andrés Rivera, Patrick Schwarzenegger, Lindsay Mendez, Tony Yazbeck, Jake Cannavale y Catfish Jean se unieron al elenco.

### Rodaje
El rodaje comenzó el 3 de abril de 2023, en Ciudad de Jersey (Nueva Jersey). El rodaje se suspendió en julio debido a la huelga SAG-AFTRA de 2023, y se reanudó en diciembre. El rodaje continuó en marzo de 2024 en Orlando Florida, en el Camping World Stadium.

## Lanzamiento
American Sports Story estrenó sus dos primeros episodios en FX el 17 de septiembre de 2024. Tras el estreno de dos episodios, la serie emitió uno nuevo cada semana hasta su final en noviembre. Asi mismo los episodios se estrenaron en Hulu después de su estreno en FX.

## Recepción

### Críticas
En el sitio web del agregador de reseñas Rotten Tomatoes tiene un índice de aprobación del 70%, basándose en 20 reseñas con una calificación media de 6.6/10. El consenso crítico dice: «American Sports Story dramatiza el trágico caso de Aaron Hernandez con hábil eficacia y algunas insinuaciones discutibles sobre sus motivaciones, con la magnífica interpretación de Josh Rivera que da a la triste saga un núcleo convincente.». En Metacritic, tiene una puntuación media ponderada de 72 de 100, basada en 15 reseñas, indicando reseñas «generalmente favorables».

### Niveles de audiencia
En 2024, American Sports Story debutó en el n.º 1 del "Top 15 Today" de Hulu (una lista actualizada diariamente de los títulos más vistos de la plataforma) en su primer día completo de lanzamiento y permaneció en la lista durante diez días consecutivos a partir del 1 de octubre, junto con otras series producidas por Ryan Murphy como Grotesquerie y Doctor Odyssey. Más tarde, ocupó el puesto n.º 3 en la lista "Top 15 Today" de Hulu el 4 de octubre. El programa recuperó el puesto n.º 1 en Hulu en noviembre de 2024, casi dos meses después de su estreno. Según la empresa de investigación de mercado Parrot Analytics, que rastrea la participación del consumidor en streaming, descargas y redes sociales, American Sports Story tuvo una demanda de audiencia 6,1 veces mayor que el programa promedio en el Reino Unido en diciembre de 2024, colocándolo en el top 8,6% de todos los títulos rastreados. La demanda de la serie en el Reino Unido aumentó un 49,7 % en diciembre. Su pico de demanda fue 13,4 veces superior al promedio. El Reino Unido representó el 42 % de la demanda estadounidense.

### Impacto
American Sports Story llamó la atención después de que una escena protagonizada por Laith Wallschleger en el papel de Rob Gronkowski se hiciera viral en las redes sociales. Esto se observó especialmente en «NFL Twitter», donde el clip fue compartido por el escritor de la NFL Dov Kleiman y otros. El cómico intercambio entre Gronkowski y Aaron Hernandez dio lugar a numerosos comentarios y compartidos en Internet. Gronkowski reconoció que Wallschleger, que ejerce de doble en varios proyectos, encarnaba eficazmente su personalidad de una manera acorde con el estilo de la serie.